# Spanien ved sommer-OL 1900
Spanien deltager i Sommer-OL 1900. 8 sportsudøvere, alle mænd deltog i 8 sportsgrene under Sommer-OL 1900 i Paris. Spanien kom på en fjortende plads med en guldmedalje.

## Medaljer
| 1900 Paris | Guld | Sølv | Bronze | Total |
| Spanien    | 1    | 0    | 0      | 1     |

## Medaljevindere
| Spanien ved sommer-OL 1900 i Paris | Spanien ved sommer-OL 1900 i Paris          | Spanien ved sommer-OL 1900 i Paris | Spanien ved sommer-OL 1900 i Paris | Spanien ved sommer-OL 1900 i Paris |
| Medaljer                           | Udøver                                      | Sport                              | Øvelse                             |                                    |
| ---------------------------------- | ------------------------------------------- | ---------------------------------- | ---------------------------------- | ---------------------------------- |
| Guld                               | Francisco Villota José de Amézola y Aspizúa | Pelota                             | Hold                               |                                    |

## Links
- http://www.aafla.org/5va/reports_frmst.htm Arkiveret 4. februar 2012 hos  Wayback Machine
- Den internationale olympiske komites database for resultater under OL (engelsk)